# 肉芽組織
肉芽組織(にくげそしき（慣用）、にくがそしき、英: granulation tissue)とは創傷治癒におけるフィブリン凝固物に置換する滲出性の線維性結合組織。肉芽組織は基本的には創傷を基にして創傷を治癒するのに充分な大きさに増殖する。慢性の増殖性炎でみられる肉芽組織を肉芽腫性炎といい、代表的なものに類上皮細胞や巨細胞を伴う特異性炎がある。肉芽腫は慢性炎症反応に対する特異な組織表現型の一つでその原因はさまざまである。病理組織学的には結節状の単核食細胞（マクロファージ、類上皮細胞など）の集簇して形成された結節性病変である。

## 外観
創傷治癒の増殖期において肉芽組織は
- ループ状毛細血管あるいは肉芽より滲出して淡赤色ないしは暗桃色を呈する
- 触れると柔らかい
- 湿潤
- 外観は凹凸（ざらざら）